# Ary Ventura Vidal
Ary Ventura Vidal, (Río de Janeiro, 28 de diciembre de 1935-ibidem, 28 de enero de 2013) fue un entrenador de baloncesto Brasileño. Fue seleccionador de Brasil, siendo su logro más destacado la medalla de bronce en el mundial de Filipinas 1978.